# Тролейбус Поті
Тролейбус Поті (груз. ფოთი ტროლეიბუსი) — закрита тролейбусна система у 2005 році в грузинському місті  Поті. Була однією з наймолодших тролейбусних систем країни та одна з трьох тролейбусних систем на чорноморському узбережжі Грузії (також в Батумі та Сухумі).

## Історія
Тролейбусний рух в Поті було відкрито 9 квітня 1981 року. Всього в місті існувало 2 тролейбусних маршрути:
| Тролейбусні маршрути станом на 1991 рік | Тролейбусні маршрути станом на 1991 рік | Тролейбусні маршрути станом на 1991 рік | Тролейбусні маршрути станом на 1991 рік                                                                           |
| №                                       | Початковий пункт                        | Кінцевий пункт                          | Примітки |
| --------------------------------------- | --------------------------------------- | --------------------------------------- | --- |
| 1                                       | Район Набад                             | сел. Малтаква                           | Через морський порт. Був одним з найдовших тролейбусних маршрутів в Грузії, його довжина складала понад 12 км.    |
| 2                                       | Центр                                   | Залізничний вокзал                      | Кільцевий маршрут центром міста, далі у напрямку селища Малтаква з однією кінцевою зупинкою у тролейбусного депо. |

У 1991 році тролейбусна система досягла піку розвитку, коли на двох маршрутах сумарною довжиною 18 км працювали 12 тролейбусів. Однак, у 1990-х роках, система прийшла у глибокий занепад. Так, як Поті був одним із центрів громадянської війни у Грузії, то мародерство призвело до крадіжки контактної мережі і умисному псуванні тролейбусного господарства протиборчими сторонами. В результаті чого, до 1999 року на двох маршрутах працювало лише 2 вцілілих тролейбуса з 12 наявних. У тому ж році був придбаний списаний тролейбус Škoda 9Tr (№ 017) з Тбілісі, у 2001 році місто отримало 3 вживаних тролейбуси ЗіУ-682 (№ 20—22) з Афін.
Через постійні перебої з подачею електроенергії тролейбуси найчастіше простоювали на вулицях міста. У 2005 році система була закрита, а рухомий склад переданий в Озургеті і Чиатуру.

## Маршрути
| Перелік тролейбусних маршрутів міста Поті | Перелік тролейбусних маршрутів міста Поті | Перелік тролейбусних маршрутів міста Поті | Перелік тролейбусних маршрутів міста Поті |
| №                                         | Початковий пункт                          | Кінцевий пункт                            | Примітки                                  |
| ----------------------------------------- | ----------------------------------------- | ----------------------------------------- | ----------------------------------------- |
| 1                                         | Центр                                     | сел. Малтаква                             | Скасований до 1998 року                   |
| 2                                         | Центр                                     | Евкаліптовий ліс                          | Скасований до 1998 року                   |
| 2                                         | Центр                                     | Залізничний вокзал                        | Кільцевий                                 |
| 5                                         | Центр                                     | Тролейбусне депо                          |                                           |

## Рухомий склад
Тролейбусну систему обслуговували тролейбуси ЗіУ-682 і чехословацькі 1 Škoda 9Tr (з 1999 року) та 2 Škoda 14Tr (з 1981 року), які були передані з Тбілісі. 
| Рухомий склад                     | Рухомий склад     |
| Тип моделі                        | Роки експлуатації |
| --------------------------------- | ----------------- |
| Škoda 9Tr                         | 1999—2003         |
| Škoda 14Tr02 Škoda 14Tr02/6       | 1981—2004         |
| ЗіУ-682В ЗіУ-682В [В00] ЗіУ-682УГ | 1983—2005         |

Тролейбусне депо розташовувалося на вулиці Церетелі біля Золотого озера. До складу депо входили майданчик відстою та ремонтні зони.